# Silvergate Media
Silvergate Media é uma produtora de televisão e empresa de licenciamento de marca com sede em Londres e Nova York. A empresa foi fundada em 2011 por Waheed Alli e foi adquirida pela Sony Pictures Television em 2019.

## História
A Silvergate Media foi criada em 2011 como parte de uma operação de compra, quando Alli comprou os direitos de The Octonauts e The World of Beatrix Potter da Chorion, uma empresa da qual ele era presidente anteriormente.
A empresa assinou um acordo com a Netflix, em colaboração com a Mercury Filmworks para produzir Hilda, uma adaptação para televisão da novela gráfica Hilda de Luke Pearson, que foi lançada em 21 de setembro de 2018.
Silvergate também produziu Sunny Day para a Nickelodeon, que começou a ser exibido em 21 de agosto de 2017.
Em 2016, o fundo de investimento Shamrock Capital Advisors adquiriu 51% do capital da empresa, com a avaliação relatada como "entre £ 70 e £ 80 milhões".
Em 10 de dezembro de 2019, a Sony Pictures Television anunciou que iria adquirir a Silvergate Media por US $ 175 milhões. O acordo marca o primeiro estúdio interno da SPT dedicado principalmente à animação infantil.

## Produções
- The Octonauts (2010-presente, co-produzido com Brown Bag Films (2012–2018) e Mainframe Studios (2020–presente), para CBeebies)
- Peter Rabbit (2012-2016, co-produzido com Brown Bag Films e Penguin Books, para Nickelodeon)
- Sunny Day (2017-2020, co-produzido com Pipeline Studios, para Nickelodeon)
- Hilda (2018-2023, co-produzida com Mercury Filmworks e Nobrow Press, para Netflix)
- Chico Bon Bon: Monkey with a Tool Belt (2020, co-produzido com Brown Bag Films, para Netflix)
- Octonauts: Above & Beyond (2018-presente, co-produzida com Mainframe Studios, para Netflix)
- The Creature Cases (2022-presente, co-produzido com TeamTO e Tencent Video Productions, para Netflix)
- SuperKitties (2023-presente, para Disney Junior)

### Próximas
- ¡Vamos! (co-produzido com Big Sea Entertainment e Versify)
- Bewitched
- The Partridge Family
- Stuart Little
- Wheel of Fortune
- Sharks on Wheels
- Hotel Whiskers
- The Powers (co-produzido com Sow You Entertainment)
- Slayer Family Band
- Messi and the Giants (co-produzido com Messi, Sony Music Entertainment e Atlantis Animation)